# Улица Флёрова (Балашиха)
У́лица Флёрова — улица в микрорайоне Балашиха-1 города Балашиха Московской области. Названа в честь командира первой в Красной Армии отдельной экспериментальной батареи реактивной артиллерии капитана Ивана Андреевича Флёрова (1905—1941).

## Описание

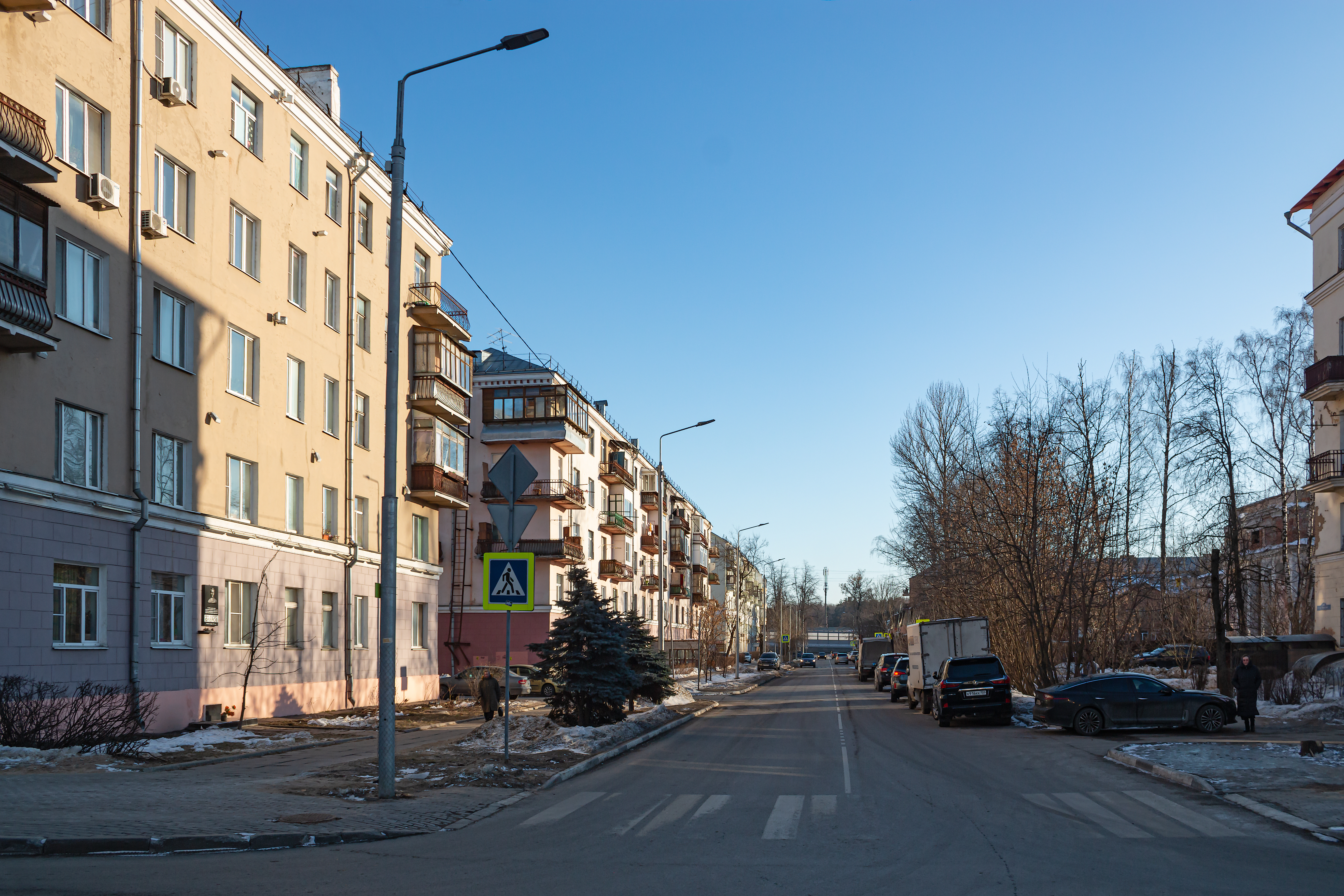
улица Флёрова, Балашиха, Московская область, Россия

Улица расположена в центральной части Балашихи в микрорайоне Балашиха-1. Улица названа в честь командира первой в Вооружённых Силах СССР отдельной экспериментальной батареи реактивной артиллерии, вооружённой боевыми установками БМ-13 (позднее получившими название «Катюша»), Героя Российской Федерации Ивана Андреевича Флёрова. На фасаде дома № 6/4, в котором до Великой Отечественной войны проживал И.А.Флёров, установлена мемориальная доска.
Это одна из самых коротких улиц Балашихи. Начинается от шоссе Энтузиастов около торгово-развлекательного центра «Светофор», имеет направление с юга на север и выходит на проспект Ленина напротив Храма Александра Невского на площади Александра Невского.
На западной стороне улицы расположено одноэтажное здание, в котором находятся предприятия по обслуживанию населения (кафе, мастерская по ремонту обуви и др.). На этой же стороне улицы находится двухэтажное здание, на котором ещё видна вывеска «Баня на Флёрова». Раньше бани были излюбленным местом отдыха и оздоровления многих балашихинцев. Сюда приезжали попариться даже из Москвы. Однако в начале 2000-х бани закрыли и сейчас здание представляет собой довольно жалкое зрелище. На восточной стороне улицы и в местах пересечения с шоссе Энтузиастов и проспектом Ленина расположены жилые дома.

## Здания и сооружения
Нечётная сторона

Памятная доска И. А. Флёрову на доме № 6/4

- № 3 — предприятия по обслуживанию населения (кирпичное, одноэтажное здание)
- № 3A — бани (2 этажа, в настоящее время в заброшенном состоянии)
- № 5/2 — жилой дом (кирпичный, оштукатурен, 5 этажей, довоенной постройки). Дом находится на пересечении проспекта Ленина и улицы Флёрова. Фасад дома, выходящий на проспект Ленина, имеет декоративную подсветку

Чётная сторона
- № 2/3 — жилой дом (кирпичный, оштукатурен, 5 этажей, довоенной постройки). Дом находится на пересечении шоссе Энтузиастов и улицы Флёрова
- № 2А — жилой дом (панельный, 17 этажей, построен в 90-х годах прошлого века)
- № 4 — жилой дом (кирпичный, оштукатурен, 5 этажей, довоенной постройки)
- № 4A — жилой дом (монолитно-кирпичный, 18 этажей, построен в 2009 году)
- № 6/4 — жилой дом (кирпичный, оштукатурен, 5 этажей, довоенной постройки). Дом находится на пересечении проспекта Ленина и улицы Флёрова. Фасад дома, выходящий на проспект Ленина, имеет декоративную подсветку

## Интересные факты
В начале октября 2005 года произошел пожар в 5-этажном доме по адресу шоссе Энтузиастов, 5, который был расположен рядом с домом № 2/3 на улице Флёрова. Хотя первичное возгорание началось в крайнем подъезде западного крыла, пожар тушили два дня. В доме постоянно возникали новые очаги огня из-за деревянных перекрытий, по которым пламя быстро распространялось по всему дому. Несмотря на то, что по тревоге приехали практически все пожарные расчёты Балашихи, дом так и не удалось спасти.
Оцепление вокруг дома сняли только через неделю, до этого забрать своё имущество разрешили только коммерческим фирмам. Вернувшиеся жильцы обнаружили свои квартиры без многих ценных предметов. Жильцов временно расселили по различным случайным помещениям. Процесс получения адекватной компенсации потерянного жилья у многих семей затянулся на годы, хотя бюджетные деньги на это были перечислены. Некоторым из пострадавших пришлось защищать свои права в судебном порядке.
Обгоревший дом с частично обрушенными перекрытиями, огороженный металлическим забором, простоял до весны 2011 года, когда его в течение двух недель снесли, разорвав при этом периметр исторической застройки квартала «Центральный» Балашихи-1.
Все жилые дома на улице Флёрова довоенной постройки (за исключением построенных в последние годы домов №№ 2А и 4А), в них также как и в сгоревшем доме деревянные перекрытия. Это не первый случай в Балашихе, когда выгорает целый многоквартирный дом. В 2001 году сгорел 5-этажный дом по адресу Леоновское шоссе, 5 (микрорайон Южный), тоже с деревянными перекрытиями.
В 2001 году новые власти города (выборы главы города прошли в конце 2000 года) провели ремонт фасадов нескольких домов довоенной постройки, расположенных в микрорайоне Балашиха-1. Дома были оштукатурены и покрашены в разные цвета, что сделало центр Балашихи более привлекательным и нарядным. Были отремонтированы фасады домов №№ 5/2 и 6/4 на улице Флёрова, дом № 5/2 покрашен в желтый цвет, дом № 6/4 стал сиреневым, сделана декоративная подсветка фасадов со стороны проспекта Ленина.  В 2004 году отремонтировали фасады домов №№ 2/3 и 4. В настоящее время краска и штукатурка частично обвалились, снова требуется ремонт.